# Crepidacantha teres
Crepidacantha teres är en mossdjursart som först beskrevs av Walter Douglas Hincks 1880.  Crepidacantha teres ingår i släktet Crepidacantha och familjen Crepidacanthidae. Inga underarter finns listade i Catalogue of Life.